# Gabán
Gabán es una prenda masculina de abrigo del grupo de los sobretodos, que ha ido evolucionando desde el capote con mangas y capuchón de los pastores de la península ibérica, al chaquetón y a un tipo de chaqueta larga y entallada de tejido fino. En gran parte de Hispanoamérica se ha mantenido su apariencia original, similar al poncho. Es sinónimo de abrigo.

## Evolución histórica
El origen etimológico del término parece provenir del árabe clásico «قباء (qabā')», saco con capucha. Fue usado, al menos desde el siglo XV, por los pastores como prenda de paño grueso y burdo, contra la lluvia y el frío, aunque era también parte de la vestimenta masculina junto a otros mantos, capas y sobretodos, como el capuz, el "paletoque", la hopa, el tabardo, la "jornea", la "huca" o la loba.
En su curioso Diccionario teórico, práctico, histórico y geográfico, el lexicógrafo Jaime Coy da noticia en 1839 de que en siglos pasados los mercaderes de Europa, en particular los provenzales, llevaban gabanes entre los cargamentos para las escalas de Levante, siendo estos gabanes de manufactura turca o del Norte de África.

### Gabanes americanos
La imagen de Chavela Vargas su característico 'gabán' puede servir para definir el aspecto de las prendas así denominadas en América. 
En México se identifica con el jorongo, el sarape y la capa, y toma identidad propia en los escritos de Juan Rulfo.

## El caballero del verde gabán
Con tal indumentaria nombra y describe Miguel de Cervantes al hidalgo Diego de Miranda cabalgando a lomos de "una muy hermosa yegua tordilla, vestido un gabán de paño fino verde [...]; el aderezo de la yegua era [...] asimismo de morado y verde; [...] las espuelas no eran doradas, sino dadas con un barniz verde" (Cap. XVI). El personaje será ameno compañero de aventuras de don Alonso Quijano, como puede leerse en varios episodios de la Segunda Parte de El Quijote.

### De otros gabanes
El gabán fue prenda de muy diverso aspecto que vistieron por igual pastores, pícaros, reyes, artistas y sabios. El lector curioso podrá confrontar descripciones en diferentes épocas históricas de otros -muchos- gabanes aparecidos, narrados o descritos en la literatura en castellano a ambos lados del Atlántico. Menudean en la obra de maestros como
1. Lope de Vega, "...Quitadme brevemente / galas, plumas, bastón, gola y espada; / que, a su ley obediente, / al rústico gabán y a la cayada / vuelvo, en vez del acero..." (declama el personaje Tello en Valor, fortuna y lealtad;
2. Benito Pérez Galdós, "...paseándose por el cuarto, con un gabán viejo sobre los hombros, porque su pobreza no le permitía ya el uso de un batín nuevo y elegante..." (en Tristana);
3. Emilia Pardo Bazán, "Veíanse allí gabanes aprovechados de un hermano mayor, y tan desmesuradamente largos, que el talle besaba las corvas y los faldones barrían el piso, si ya un tijeretazo oportuno no los había suprimido..." (en La Tribuna);

## El médico del gabán blanco
En la Sevilla del siglo XIX español, y refiriéndose a una prenda muy distinta ya a la evocada por Cervantes, Antonio Machado Núñez, abuelo del poeta del 98, era conocido entre sus alumnos universitarios como "el médico del gabán blanco", haciendo referencia al elegante sobretodo que gustaba llevar el eminente zoólogo español.